# 大濱信泉記念館
大濱信泉記念館（おおはまのぶもときねんかん）は、大濱信泉を記念して開設された沖縄県石垣市にある博物館である。

## 概要
石垣市出身の法学者・教育者で、早稲田大学の第7代総長を務めた大濱信泉を記念して1995年（平成7年）12月に開館した。大濱信泉及び石垣市名誉市民等に関する資料を収集、保存、展示するとともに、地域振興や教育及び文化の発展に寄与するために、多目的ホール等の施設を備えている。

## 施設概要
早稲田大学大隈講堂の時計塔をイメージした塔を備える。また、中庭には大濱信泉の胸像が設置されている。
- 建築構造 - 鉄筋コンクリート構造2階建て
- 敷地面積 - 2,264.74 m2
- 建築面積 - 540.74 m2
- 延床面積 - 868.46 m2[3]

### 1階
展示室
大濱信泉の写真、資料、遺品などが展示されている。
ギャラリー
一般に貸し出され、不定期で写真展や絵画展等が開催されている。

### 2階
多目的ホール
面積103 m2（約7 m×14 m）。長机（3人掛け）18台及び椅子54脚を備える。講演会、発表会、会議等に利用されている。
研修室
2室あり、各30 m2（約5.4 m×5.4 m）。それぞれ長机（3人掛け）6台及び椅子18脚を備え、2室を合わせて使用することも可能。研修会、サークル活動、打ち合せ等に利用されている。

## 交通
- 徒歩 - 730交差点から国道390号を東（石垣空港方面）に徒歩3分[5]。
- バス - 東運輸米原キャンプ場線（系統11）大浜信泉記念館前停留所下車（1日2往復のみ[6]）。